# Mingora
Mingora (în paștună مینګورہ, în urdu مینگورہ) este un oraș din districtul Swat din Khyber Pakhtunkhwa, Pakistan. Situat pe râul Swat, este al treilea oraș ca mărime din Khyber Pakhtunkhwa și al 26-lea ca mărime din Pakistan. Mingora este cel mai mare oraș și epicentrul activităților sociale, culturale și economice din Divizia Malakand și, de asemenea, cel mai mare din partea de nord a Khyber Pakhtunkhwa.
Istoria:
Zona din jurul Mingora a fost de multă vreme locuită.[3] La Loe Banr, Butkara II și Matalai, arheologii italieni au descoperit 475 de morminte indo-ariene datate între 1520 și 170 î.Hr. și două schelete de cai.[4] Pe partea opusă a râului Swat la Aligrama, lângă aeroportul Saidu Sharif, un sit al culturii mormântului Gandhara a fost descoperit de arheologi italieni și datat în anul 1000 î.Hr.